# Husqvarna Motorcycles
Husqvarna Motorcycles GmbH, es un fabricante de motocicletas de motocross, enduro y supermoto perteneciente desde comienzos de 2013 a KTM AG, propietaria de las marcas KTM Group. La compañía comenzó la producción en 1903 en Huskvarna, Suecia como filial de la empresa de armamento Husqvarna, que suministrara al ejército sueco rifles desde 1689. Entre julio de 2007 y enero de 2013
fue una filial de la casa bávara BMW.

## Historia

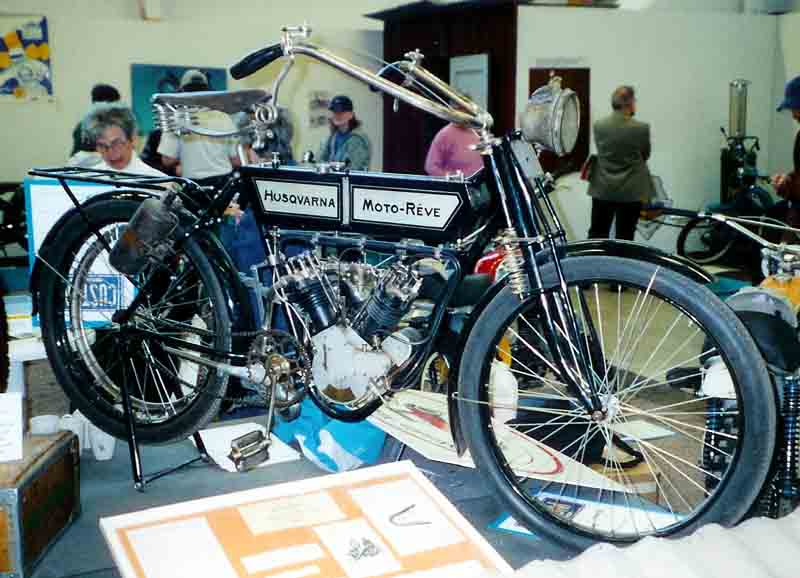
Husqvarna Moto-Reve.

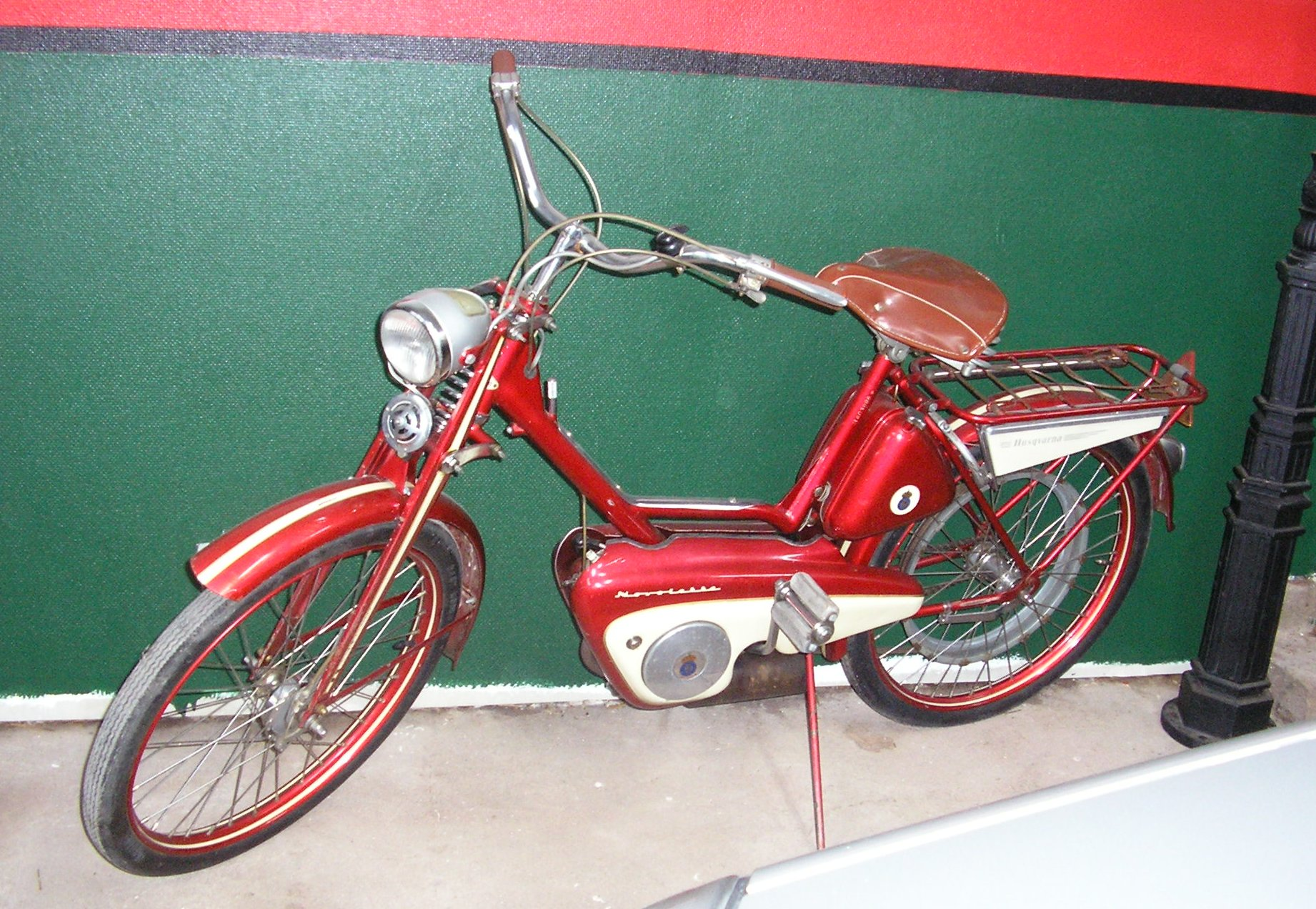
Scooter Husqvarna Novolette.

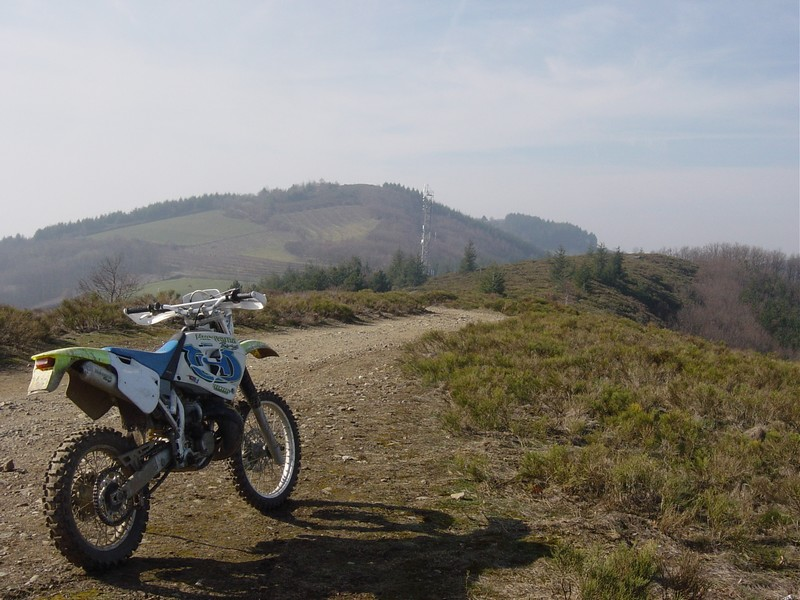
Enduro. Husqvarna 250WR, modelo de 1996.

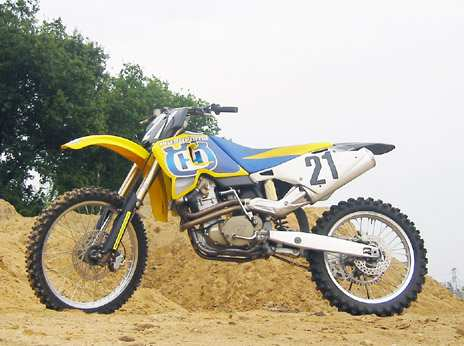
Husqvarna TC610, modelo de 2000.

Al igual que muchos otros fabricantes de motocicletas, Husqvarna comenzó con la fabricación de bicicletas a finales del siglo XIX en Suecia. En 1903 comenzaron la producción de modelos motorizados. En 1920 Husqvarna comienza la fabricación propia de motores, siendo el primero un motor de 550 cc de cuatro tiempos, V-twin con válvulas a 50 grados, similar al que fabricaran compañías como Harley-Davidson o Indian. Aunque fabricaron motocicletas para su uso sobre asfalto, e incluso participaron en competiciones de carreras como por ejemplo el TT Isla de Man antes de la Segunda Guerra Mundial, la marca es principalmente conocida por sus logros en los campeonatos de motocicletas de motocross y enduro. En los años 1960, sus motocicletas ligeras off-road con motores de 2 tiempos contribuyeron al fin del dominio británico de motocicletas con motores de 4 tiempos. Durante las décadas de los años 1960 y 1970 dominaron los campeonatos del mundo de motocross cosechando 14 campeonatos mundiales en las categorías de 125 cc, 250 cc y 500 cc y 24 títulos de campeonatos de enduro.
En 1987, la división de motocicletas de la casa Husqvarna (que no el resto de divisiones, como la fabricación de motosierras) fue vendida al fabricante italiano de motocicletas Cagiva para pasar a formar parte del grupo MV Agusta Motor S.p.A.. Las motocicletas, conocidas popularmente como "Huskies"/ "Husky", se producen en la localidad italiana de Varese. La producción actual es muy variada y destinada al motocross, enduro y supermoto, y se basa en motores de 2 y 4 tiempos, con capacidades entre 125 y 576 centímetros cúbicos. La marca continúa participando activamente en las competiciones mundiales de enduro y supermoto. Los últimos títulos mundiales los cosecharon Gerald Delepine, quien, al mando de una Husqvarna SMR660, consiguió el título mundial de supermoto en 2005 y en 2008, Adrien Chareyre ganó el título con una SM530RR.  
En julio de 2007 Husqvarna fue adquirida por el grupo BMW por un montante de 93 millones de euros. La división de motocicletas de esta marca alemana, BMW Motorrad ha conservado desde entonces la independencia de la empresa. El desarrollo, las ventas y la producción se han mantenido en Varese.
En enero de 2013 KTM adquiere la marca Husqvarna a la compañía BMW Motorrad. Esta adquisición significó el traslado de producción de la marca Husqvarna a las plantas de producción ubicadas en la India, provocando una mayor distribución a nivel global.

### Campeonatos de motociclismo

#### Motocross
| Año  | Nombre                    | Título                         | Categoría |
| ---- | ------------------------- | ------------------------------ | --------- |
| 1959 | Rolf Tibblin              | Campeón de Europa de Motocross | 250 cc.   |
| 1960 | Bill Nilsson              | Campeón del Mundo de Motocross | 500 cc.   |
| 1962 | Rolf Tibblin              | Campeón del Mundo de Motocross | 500 cc.   |
| 1962 | Torsten Hallman           | Campeón del Mundo de Motocross | 250 cc.   |
| 1963 | Rolf Tibblin              | Campeón del Mundo de Motocross | 500 cc.   |
| 1963 | Torsten Hallman           | Campeón del Mundo de Motocross | 250 cc.   |
| 1966 | Torsten Hallman           | Campeón del Mundo de Motocross | 250 cc.   |
| 1967 | Torsten Hallman           | Campeón del Mundo de Motocross | 250 cc.   |
| 1969 | Bengt Aberg               | Campeón del Mundo de Motocross | 500 cc.   |
| 1970 | Bengt Aberg               | Campeón del Mundo de Motocross | 500 cc.   |
| 1974 | Heikki Mikkola            | Campeón del Mundo de Motocross | 500 cc.   |
| 1976 | Heikki Mikkola            | Campeón del Mundo de Motocross | 250 cc.   |
| 1979 | Håkan Carlquist           | Campeón del Mundo de Motocross | 250 cc.   |
| 1980 | José Luis Montero (Monty) | Campeón de Europa de Motocross | 500 cc.   |
| 1993 | Jacky Martens             | Campeón del Mundo de Motocross | 500 cc.   |
| 1998 | Alessio Chiodi            | Campeón del Mundo de Motocross | 125 cc.   |
| 1999 | Alessio Chiodi            | Campeón del Mundo de Motocross | 125 cc.   |
| 2007 | Pepe Montero              | Campeón de España de Motocross | 250 cc.   |
| 2012 | Jorge Charlán             | Campeón de España de Motocross | 500 cc.   |

#### Enduro

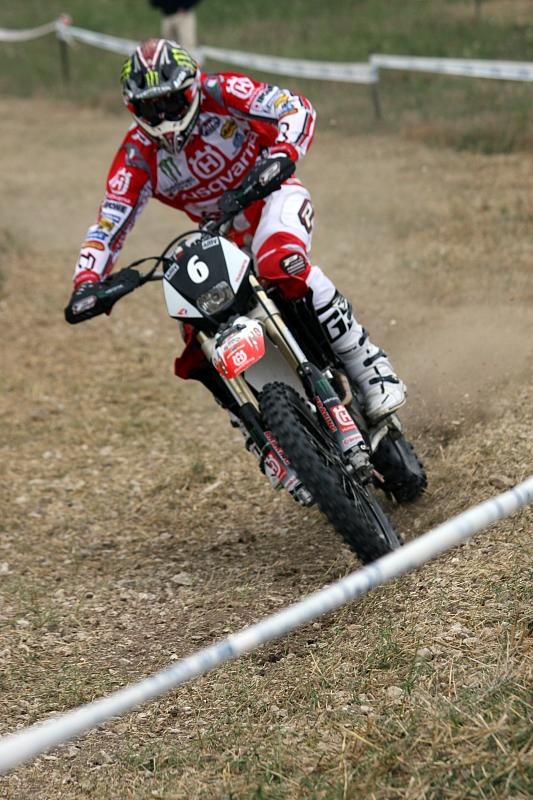
Un piloto con una motocicleta Husqvarna E1 en el Gran Premio de Italia del Campeonato del Mundo de Enduro en su edición de 2008.

| Año  | Título                         | Categoría   |
| ---- | ------------------------------ | ----------- |
| 1990 | Campeonato del mundo de enduro | 350 cc      |
| 1991 | Campeonato del mundo de enduro | 250 cc      |
| 1992 | Campeonato del mundo de enduro | 350 cc      |
| 1993 | Campeonato del mundo de enduro | 125 cc      |
| 1993 | Campeonato del mundo de enduro | 350 cc      |
| 1994 | Campeonato del mundo de enduro | 125 cc      |
| 1994 | Campeonato del mundo de enduro | 500 cc      |
| 1995 | Campeonato del mundo de enduro | 125 cc      |
| 1995 | Campeonato del mundo de enduro | 500 cc      |
| 1996 | Campeonato del mundo de enduro | 350 cc      |
| 1998 | Campeonato del mundo de enduro | 500 cc      |
| 1999 | Campeonato del mundo de enduro | 500 cc      |
| 2000 | Campeonato del mundo de enduro | 250 cc      |
| 2001 | Campeonato del mundo de enduro | 125 cc      |
| 2001 | Campeonato del mundo de enduro | 400 cc      |
| 2001 | Campeonato del mundo de enduro | 500 cc      |
| 2002 | Campeonato del mundo de enduro | 125 cc      |
| 2002 | Campeonato del mundo de enduro | 250 cc      |
| 2002 | Campeonato del mundo de enduro | 500 cc      |
| 2003 | Campeonato del mundo de enduro | 400 cc      |
| 2011 | Campeonato del mundo de enduro | E2 (TE 310) |

#### Supermoto
| Año  | Nombre          | Título                            | Categoría |
| ---- | --------------- | --------------------------------- | --------- |
| 2005 | Gérald Delepine | Campeonato del mundo de Supermoto | SM1       |
| 2007 | Adrien Chareyre | Campeonato del mundo de Supermoto | SM1       |
| 2007 | Gérald Delepine | Campeonato del mundo de Supermoto | SM2       |
| 2008 | Adrien Chareyre | Campeonato del mundo de Supermoto | SM2       |

## Fabricación de automóviles
A finales de la Segunda Guerra Mundial, un equipo, entre otros, compuesto por Bengt Magnusson (jefe de desarrollo), Stig Tham (ingeniero), Calle Heimdal (diseñador de motores) y Birger Johansson estudiaron la fabricación de un automóvil pequeño, simple y de costes reducidos. El diseño recordaba al del Saab 92, pero con tres ruedas, dos al frente y una en la parte trasera, y una inusual separación de las ventanas traseras. Se construyó un prototipo en 1943, con un motor de motocicleta DKW de 2 cilindros, 20 caballos de potencia y 500 cc con un encadenado para transmitir las revoluciones al eje trasero. Las ruedas eran de un Fiat 500. Finalmente el proyecto fue cancelado en 1944, y el prototipo fue desechado a finales de los años 1950.

## Modelos
| Enduro    | Enduro    | MotoCross   | MotoCross | SuperMoto     | Doble propósito | Urbana         |
| 2 Tiempos | 4 Tiempos | 2 Tiempos   | 4 Tiempos | SuperMoto     | Doble propósito | Urbana         |
| --------- | --------- | ----------- | --------- | ------------- | --------------- | -------------- |
| TX 125    | FE 250    | TC 50 Mini  | FC 250    | FC 450        | 701 Enduro      | Vitpilen 401   |
| TE 250 i  | FE 350    | TC 50       | FE 350    | 701 Supermoto |                 | Svartpilen 401 |
| TE 300 i  | FE 450    | TC 65       | FE 450    |               |                 |                |
|           | FE 501    | TC 85 17/14 |           |               |                 |                |
|           |           | TC 85 19/16 |           |               |                 |                |
|           |           | TC 125      |           |               |                 |                |
|           |           | TC 250      |           |               |                 |                |

Descontinuadas
- SM570r
- Husqvarna Nuda900 y 900r